# Теофімо Лопес
Теофімо Андрес Лопес Рівера (ісп. Teófimo Andrés López Rivera; нар. 30 липня 1997, Нью-Йорк, США) — американський професійний боксер, чемпіон світу за версіями IBF (2019—2021), WBA (Super) (2020—2021), WBO (2020—2021), володар титулу WBC Franchise (2020—2021) у легкій вазі, чемпіон світу за версією WBO (2023—т.ч.) у першій напівсередній вазі. Народився в Нью-Йорку у сім'ї вихідців із Гондурасу.

## Аматорська кар'єра
Займатись боксом почав з 6-літнього віку під керівництвом свого батька Теофімо Лопеса-старшого. У любительському боксі провів 170 поєдинків, з них близько 150 завершив перемогою. 2013 року завоював золото на Національному чемпіонаті «Срібні рукавички». Того ж року на Національному молодіжному чемпіонаті програв Гонсало Родрігесу.
2016 року взяв участь в Олімпійських іграх у Ріо-де-Жанейро під прапором Гондурасу. За рішенням суддів програв Соф'яну Уміа з Франції з рахунком 0-3.

## Професійна кар'єра
Лопес уклав угоду з компанією Top Rank Promotions і 5 листопада 2016 року провів дебютний бій.
Кар'єра Лопеса розвивалася дуже стрімко. 2017 року він провів 6 переможних боїв. 2018 року рівень його опозиції значно зріс, але він долав суперників напрочуд легко.
12 травня 2018 року в андеркарді бою Василь Ломаченко — Хорхе Лінарес Лопес нокаутував міцного бразильця Вітора Джонса за 1:04 хвилини. 14 липня 2018 року Лопес нокаутував у 6 раунді іншого бразильця Вільяма Сильву. 8 грудня 2018 року знову в андеркарді бою Ломаченка проти Хосе Педраси Лопес завоював другорядні титули, нокаутувавши американця Мейсона Менарда вже на 44 секунді.
За підсумками 2018 року журнал «Ринг» визнав Лопеса проспектом року.
2 лютого 2019 року Теофімо здобув чергову перемогу, нокаутувавши в 7 раунді дворазового претендента на світовий титул американця Дієго Магдалено. 20 квітня 2019 року Лопес змусив капітулювати в 5 раунді після потужного удару по корпусу фіна Едіса Татлі.
Компанія Top Rank визнала за доцільне вивести Лопеса на чемпіонський бій за титул Міжнародної боксерської федерації, і 19 липня 2019 року відбувся відбірковий бій за статус обов'язкового претендента на титул чемпіона світу за версією IBF Теофімо Лопес — Масайосі Накатані (Японія). Бій склався для Лопеса непросто, японець через свої габарити виявився дуже незручним суперником, та все ж американець переміг одностайним рішенням.

### Лопес проти Коммі
14 грудня 2019 року відбувся бій Теофімо Лопес — Річард Коммі (Гана), в якому суперники боролися не тільки за титул IBF, який належав ганцю, але і за можливість зустрітися в об'єднавчому бою з чемпіоном WBC/WBA/WBO Василем Ломаченко.
Поєдинок виявився швидкоплинним: Лопес у другому раунді знов красиво зрубав свого суперника, правим хуком надіславши в нокдаун і добивши після поновлення бою. Лопес став чемпіоном за версією IBF.

### Лопес проти Ломаченка
Ще 2018 року Теофімо Лопес та його батько-тренер Лопес-старший розпочали словесну війну проти Василя Ломаченка. В численних інтерв'ю та постах в соцмережах вони, виказуючи особисту неприязнь, ображали і викликали на бій Ломаченка безліч разів. Після завоювання Лопесом звання чемпіона IBF бій між ним і Василем Ломаченко був попередньо запланований на 30 травня 2020 року. Але через пандемію коронавірусної хвороби 30 травня бій не відбувся. Обидва боксери висловилися проти проміжних боїв і підтвердили готовність дочекатися можливості проведення поєдинку між ними.
Бій за звання абсолютного чемпіона в легкій вазі між чемпіоном IBF Теофімо Лопесом і чемпіоном за версіями WBA (Super), WBO і володарем титулу WBC Franchise українцем Василем Ломаченко відбувся 17 жовтня 2020 року без глядачів з обмеженою кількістю присутніх в залі конференц-центру MGM Grand Ballroom у Лас-Вегасі.
Лопес з першого раунду змусив Ломаченка триматися на відстані, викидуючи велику кількість ударів і не даючи змоги українцю вийти на зручну ударну дистанцію. Ломаченко занадто довго діяв інертно, включившись в справжній бій лише з сьомого раунду, але й тоді Лопес слідував обраній тактиці. Поєдинок, що тривав усі 12 раундів, закінчився одностайною перемогою Лопеса — 116-112, 119-109 і 117-111, який став наймолодшим абсолютним чемпіоном в історії боксу, п'ятим, хто володів чотирма поясами одночасно, і першим в легкій вазі.
Підводячи підсумки 2020 року, журнал «Ринг» визнав результат поєдинку Лопес — Ломаченко «Апсетом року». Крім того, Теофімо Лопес став переможцем в категоріях «Виступ року» і (разом із Тайсоном Ф'юрі) «Боксер року», а батько-тренер Лопес-старший став «Тренером року».

### Лопес проти Камбососа
Перший бій у статусі абсолютного чемпіона Теофімо Лопес мав провести проти обов'язкового претендента за версією IBF австралійця Джорджа Камбососа. Не дійшовши згоди щодо гонорару за бій зі своєю промоутерською компанією Top Rank Promotions, Лопес довів справу до промоутерських торгів, які несподівано виграла компанія Triller Fight Club, яка запропонувала 6 018 000 доларів.
Чемпіонський бій між Теофімо Лопесом і Джорджем Камбососом мав відбутися 19 червня 2021 року, але 15 червня у чемпіона виявили коронавірус і бій перенесли на 14 серпня.
Згодом керівники компанії Triller Fight Club захотіли перенести цей бій зі Сполучених Штатів до Австралії орієнтовно на 17 жовтня, але проти такого переносу категорично виступив Теофімо Лопес. IBF зобов'язала Triller організувати бій у США до 17 жовтня, тому бій отримав нову дату і місце — 5 жовтня, Медісон-сквер-гарден, Нью-Йорк. Та вже через дві тижні бій перепланували на 4 жовтня.
Пройшло менше двох тижнів, і керівники Triller знов вирішили змінити дату бою та арену — 16 жовтня, Барклайс-центр. Лопес спочатку висловився категорично проти чергового перенесення, та через декілька днів погодився. Але Джордж Камбосос не погодився на перенесення, найнявши адвоката та повідомивши IBF, що Triller порушує умови контракту. 2 жовтня 2021 року компанія Triller остаточно відмовилася від права на організацію бою Лопес — Камбосос.
Після відмови Triller права на організацію бою перейшли до Едді Гірна та його компанії Matchroom Boxing, і бій за титули чемпіона IBF, WBA (Super), WBO та WBC Franchise у легкій вазі відбувся 27 листопада 2021 року на арені "Медісон-сквер-гарден", Нью-Йорк.
В першому для Лопеса бою після завоювання статусу абсолютного чемпіона у легкій вазі він був беззаперечним фаворитом, і зі старту розпочав атаки на австралійця, але наприкінці першого раунду Камбосос прямим правим надіслав Лопеса в нокдаун. В наступних раундах суперники активно продовжували перестрілки, але Камбосос був точніший. Здавалося, Лопес намагався вирішити усе одним ударом, в той час як Камбосос не втрачав нагоди провести кількаударні комбінації. В десятому раунді чемпіон таки доносить свій удар і надсилає претендента в нокдаун, але австралієць знайшов сили підвестися і збільшити кількість своїх ударів в наступних раундах. Розділеним рішенням суддів — 114-113 (Лопес) і 115-111, 115-112 (Камбосос) новим чемпіоном оголошують Джорджа Камбососа. Лопес зазнав першої поразки, втративши звання чемпіона.
13 серпня 2022 року з дострокової перемоги над мексиканцем Педро Кампою дебютував у першій напівсередній вазі.

### Лопес проти Мартіна
10 грудня 2022 року зустрівся в бою за статус обов'язкового претендента на титул чемпіона WBC у першій напівсередній вазі з іспанцем Сандором Мартіном. Лопес впевнено розпочав бій, проте у другому раунді побував у нокдауні. Все ж американець діяв активніше і у підсумку здобув перемогу розділеним рішенням суддів.

### Лопес проти Тейлора
10 червня 2023 року переміг ексабсолютного чемпіона світу у першій напівсередній вазі Джоша Тейлора (Велика Британія) і завоював титул чемпіона світу у другій ваговій категорії.
Впродовж 2024—2025 років провів три вдалих захиста титулу.

## Особисте життя
Одружений. 23 квітня 2019 року у місті Джонсборо, штат Арканзас, побрався зі своєю подругою Синтією Ортіс — також з родини мігрантів, з Нікарагуа, яка у трьохлітньому віці разом з сім'єю переїхала у Лас-Вегас, штат Невада.
У червні 2023 року на одній з пресконференцій перед боєм з Джошем Тейлором Теофімо Лопес розповів, що його колишня дружина подала на розлучення.
Висловлювання на підтримку України
В лютому 2021 року, невдовзі після перемоги над боксером Василем Ломаченком, Теофімо Лопес передав привіт усім своїм фанатам з України та публічно сказав гасло боротьби України за незалежність – "Слава Україні!".